# Fireworks & Rollerblades
Fireworks & Rollerblades is het debuutalbum van de Amerikaanse zanger Benson Boone. Het album werd op 5 april 2024 uitgebracht door Night Street en Warner. 
Het uit vijftien nummers bestaande album behaalde in de Nederlandse Album Top 100 de tweede positie en in de Vlaamse Ultratop 200 behaalde het de vijfde positie. In zijn thuisland, de Verenigde Staten, wist het nummer de zesde positie in de Billboard 200 te behalen. Daarnaast wist het nummer in meerdere andere landen, waaronder Noorwegen, Tsjechië en Canada, de top vijf van hun hitlijsten te bereiken.

## Achtergrond
Boone kondigde zijn debuutalbum al aan op 3 maart 2023, tijdens een interview met magazine People, zonder daarbij een specifieke datum te noemen. Op 26 januari 2024 maakte Boone de naam van zijn debuutalbum bekend en kondigde meteen een wereldtournee aan onder dezelfde naam. Het album werd vervolgens een ruime twee maanden later, op 5 april 2024 uitgebracht.
Het album bestaat uit een totaal van vijftien nummers; vier van deze nummers, waaronder Ghost Town en Beautiful Things, waren al voor het album als losse nummers uitgebracht.

## Tracklist
| 1.                 | Intro             | 1:02 |
| 2.                 | Be Someone        | 3:44 |
| 3.                 | Slow It Down      | 2:41 |
| 4.                 | Beautiful Things  | 3:00 |
| 5.                 | Cry               | 3:06 |
| 6.                 | Forever and a Day | 3:45 |
| 7.                 | In the Stars      | 3:36 |
| 8.                 | Drunk in My Mind  | 3:47 |
| 9.                 | My Greatest Fear  | 3:33 |
| 10.                | There She Goes    | 3:24 |
| 11.                | Hello Love        | 3:28 |
| 12.                | Ghost Town        | 3:13 |
| 13.                | Love of Mine      | 3:22 |
| 14.                | Friend            | 3:10 |
| 15.                | What Do You Want  | 4:18 |
| Totale duur: 49:09 |                   |      |

## Hitnoteringen
Hieronder een overzicht van alle landen en bijbehorende hitlijsten die het album Fireworks & Rollerblades behaalde; enkel de hoogst behaalde positie wordt benoemd.
| Land (hitlijst)                          | Piekpositie | Ref    |
| ---------------------------------------- | ----------- | ------ |
| Noorwegen (VG-lista)                     | 1           | [ 1 ]  |
| Nederland (Album Top 100)                | 2           | [ 2 ]  |
| Tsjechië (ČNS IFPI)                      | 3           | [ 3 ]  |
| België: Vlaanderen (Ultratop 200 Albums) | 5           | [ 6 ]  |
| Canada (Billboard)                       | 5           | [ 4 ]  |
| Nieuw-Zeeland (RMNZ)                     | 5           | [ 5 ]  |
| Litouwen (AGATA)                         | 6           | [ 7 ]  |
| Verenigde Staten (Billboard 200)         | 6           | [ 8 ]  |
| Zwitserland (Schweizer Hitparade)        | 6           | [ 9 ]  |
| Frankrijk (SNEP)                         | 7           | [ 10 ] |
| Oostenrijk (Ö3 Austria)                  | 7           | [ 11 ] |
| Zweden (Sverigetopplistan)               | 7           | [ 12 ] |
| Finland (Suomen virallinen lista)        | 10          | [ 13 ] |
| Polen (ZPAV)                             | 13          | [ 14 ] |
| Ierland (OCC)                            | 15          | [ 15 ] |
| België: Wallonië (Ultratop 200 Albums)   | 16          | [ 17 ] |
| Verenigd Koninkrijk (OCC)                | 16          | [ 16 ] |
| Australië (ARIA)                         | 17          | [ 18 ] |
| Italië (FIMI)                            | 17          | [ 19 ] |
| Portugal (AFP)                           | 18          | [ 20 ] |
| Denemarken (Hitlisten)                   | 19          | [ 21 ] |
| Duitsland (Offizielle Top 100)           | 20          | [ 22 ] |
| IJsland (Plötutíðindi)                   | 25          | [ 23 ] |
| Hongarije (MAHASZ)                       | 30          | [ 24 ] |
| Schotland (OCC)                          | 40          | [ 25 ] |